# 胡禮垣
胡禮垣（1847年—1916年10月14日），號翼南，晚號逍遙子，齋號厚豐園，廣東三水人。

## 生平
其父胡献祥常年在香港做生意。胡礼垣在家乡从塾师启蒙， 天分极高，渐渐精通四书五经，写得一手洋洋洒洒的八股文，在县里童子试中位居头名。但接著胡礼垣久困科場，却对经史古籍产生了浓厚的兴趣，致力于研习诗词古文。
1857年，胡礼垣随父亲至香港，接受西式教育。他15岁入讀中央书院，曾经拜伍廷芳为师学习英语，将目光转向西方科学、政治、文学等领域。传统教育使得胡礼垣打下深厚的中国文化根基，而西式教育又使他进入西方文明的殿堂，这为他日后在中西文明之间架起一座桥梁，成为改良主义思想家奠定了基石。
1870年，胡礼垣从中央书院毕业，因学业成绩优异，被政府委任留校担任中文教师。两年后他辞职离校，其后到父亲所经营的航运公司兼职，并多次参加港府公务员考试，可惜均未录取。
胡礼垣曾在王韬经办的《循环日报》馆工作，担任翻译，由此与王韬结识，成为知交。王韬比胡礼垣大约年长20岁，是清末著名变法思想家，曾在该报发表政论文章，阐述其改良主义思想，这对胡礼垣产生了重大的影响。胡礼垣还曾一度回到国内，投奔在上海主持电报分局的郑观应，担任翻译。
大概在1885年，胡礼垣离开上海，返回香港，到《粤报》任职。在此期间，他利用闲暇将《英例全书》翻译成中文。《英例全书》是亨利·科尔曼-福克德所著之《人人自为律师：普通法与衡平法原则手册》，并于1887年由何启鉴定，粤东友石斋出版。
長期居住香港，後經營報業。何、胡的合作开始于1887年，当时曾纪泽在香港《德臣西报》刊载著名的《中国先睡后醒论》，何启读后不同意其观点，用英文写了一篇反驳的文章，又欲译为中文发表。他自感中文程度太差，于是寻求胡礼垣的帮助。胡礼垣将此文修改、翻译后，两人共同署名以《中国先睡后醒论书后》（又名《曾论书后》）发表，在中国政界、思想界掀起一场轩然大波。
1898年后，胡礼垣辞去香港文学会翻译一职，“退隐于家，日惟闭户著书，考察列国政治得失，与何君启研究法律”。他与何启又合写了《新政论议》等论文，这7篇政论文章汇集为《新政真诠》一书出版，对中国改革维新提出一整套理论和实施的方针。此时胡礼垣自号“逍遥游客”，但他的内心对现实政治，对祖国的前途命运充满了担忧。卒於民国五年(1916)。
葬於咖啡園墳場。
值得一提的是胡礼垣的“大同”思想。早在1871年，胡礼垣刚从香港中央书院毕业时，即准备撰写《天人一贯》一书，将宗教、儒术、治学、法学融于一体，以孔子忠恕之道贯彻其中，阐述大同理想，这比康有为的《大同书》要早数十年。其后，胡礼垣在《梨园娱老集》、《满洲叹》、《伊藤叹》、《德皇叹》及致伍廷芳、孙中山等人书信等诗文中，断断续续表述了其有关大同世界的理想。胡礼垣不满于国内民族主义思潮中的排外、保守主义的非理性倾向，认为以怨报怨，以仇复仇只能加剧人与人之间、族与族之间、国与国之间的仇视和敌对，“无恩无怨，报何有焉，是之谓大同。”

## 著作
他與何啟合撰《新政真铨》，最初於1902年出版。著有《胡翼南全集》。